# باب (مدل مو)

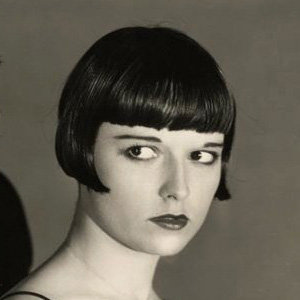
لوئیز بروکس در سال ۱۹۲۹ با نوعی مدل باب به نام "شینگل"

باب یک مدل موی کوتاه تا متوسط برای خانم‌ها است که در آن موها معمولاً در اطراف سر و تقریباً در سطح فک کوتاه می‌شوند. موها در این مدل بیشتر از طول شانه نیست و معمولاً جلوی موها به شکل چتری کوتاه می‌شود. در مدل باب استاندارد پشت گردن پیداست و تمام موها به خوبی بالای شانه‌ها قرار می‌گیرد.

## انواع
- باب صاف: یک برش معمولی باب، با موهای کمی بلندتر در جلو که صورت را قاب می‌کند، معمولاً زیر چانه فر می‌شود.[۱]
- باب وزوز: جلوی مو به اندازه شانه و پشت مو نزدیک پوست است.
- باب طول چانه: مستقیماً تا چانه، با چتری یا بدون چتری برش دهید.
- باب فرانسوی: نوع کوتاهتر باب.
- باب معکوس: شبیه باب صاف، اما با لایه‌های پشته‌ای. به جای اینکه پایین موها یک خط صاف باشد، منحنی است.[۱]
- باب درهم: یک باب درهم و برهم.
- باب زونا: پشت مو بسیار کوتاه است و خط مو را در گردن نمایان می‌کند. موهای طرفین شکل فر به خود می‌گیرند.[۲]
- باب تا شانه: نوعی باب که خیلی آرام و بدون نوکِ تیز به شانه‌ها می‌رسد و لایه‌های بسیار کمی دارد.